# Underage Thinking
Teddy Geiger debütáló albuma az Underage Thinking 2006 márciusában jelent meg a Columbia Records gondozásában. A lemezen megtalálható dalok többségét Geiger írta.

## Háttérinformáció
Az album producere Billy Mann, Christopher Rojas és Paul Pimsler. Az első héten több mint 56,500 példányban kelt el, és a Billboard listán a nyolcadik helyezést érte el. Az albumról az első kislemez For You I Will (Confidence), címmel jelent meg, ez a dal szintén megtalálható a Step Ladder című középlemezen. 2006 nyarán az albumot Japánban is kiadták.
Megjelent egy DVD-t is tartalmazó box, így nyomon követhetjük, hogy miként készült el a videóklip és néhány koncertfelvételt is láthatunk.

## Dalok
1. These Walls (Teddy Geiger) 3:39
2. For You I Will (Geiger, Billy Mann) 3:49
3. Night Air (Geiger) 3:43
4. Thinking Underage (Geiger, Mann) 4:12
5. Look Where We Are Now (Geiger, Mann) 3:43
6. Air Dry (Geiger, Mann) 3:12
7. Seven Days Without You (Bertrand, Brawley) 3:35
8. Try Too Hard (Geiger) 3:19
9. A Million Years (Geiger) 3:20
10. Possibilities (Geiger, Mann 3:23
11. Gentlemen (Geiger) 4:06
12. Love Is a Marathon (Geiger, Mann) 3:52

### Bónuszdalok a Japán lemezről
1. Do You Even Care 3:53
2. Hallelujah 3:59

## CD és DVD szett
Cd:
1. As We Get Older 3:35
2. These Walls [Remix] (Geiger) 5:05
3. For You I Will[Remix] (Geiger, Mann) 5:08
4. Our Eyes" [demo] (Geiger) 2:01
5. Look Where We Are Now [demo] (Geiger) 4:10
6. Gentlemen [demo] (Geiger) 3:37
7. Possibilities [demo] (Geiger) 3:15
8. Thousand Years [demo] (Geiger)3:19
9. Amazingly Fat Cows (Geiger) 0:54

DVD:
1. For You I Will (videó)
2. For You I Will (így készült)
3. For You I Will (koncertfelvétel)
4. These Walls (videó)
5. These Walls (így készült)
6. Egy átlagos nap Teddy Geiger életéből
7. Házivideók
8. Képek

## Munkatársak
- Teddy Geiger – ének, basszusgitár, akusztikus gitár, dob
- Billy Mann – ének, basszusgitár, akusztikus gitár, dob, zongora
- Christopher Rojas – ének, basszusgitár, zongora, akusztikus gitár
- Lee Levin – dob
- Paul Pimsler – akusztikus gitár
- Dan Warner – akusztikus gitár
- Stephen Danelian – borító terv
- Maria Paula Marulanda – művészeti vezető
- Daniel Moss – fotó
- Keith Naftaly – producer

## A Billboard Listán
| Lista (2006)             | Helyezés |
| ------------------------ | -------- |
| U.S. Billboard 200       | 8        |
| U.S. Top Internet Albums | 8        |
| ARIA Charts              | 27       |
| Canada Album Chart       | 59       |

## Külső hivatkozások
- Hivatalos Myspace oldal
- Hivatalos Honlap
- For You I Will
- These Walls